# Сурское городское поселение
Сурское городско́е поселе́ние — муниципальное образование в Сурском районе Ульяновской области Российской Федерации.
Административный центр — рабочий посёлок Сурское.

## История
Статус и границы городского поселения установлены Законом Ульяновской области от 13 июля 2004 года № 043-ЗО «О муниципальных образованиях Ульяновской области».

## Население
| 2010  | 2012  | 2013  | 2014  | 2015  | 2016  | 2017  |
| ----- | ----- | ----- | ----- | ----- | ----- | ----- |
| 8789  | ↘8640 | ↘8545 | ↘8453 | ↘8317 | ↘8267 | ↘8156 |
| 2018  | 2019  | 2020  | 2021  |       |       |       |
| ↘8046 | ↘7913 | ↘7771 | ↘7287 |       |       |       |

## Состав городского поселения
| № | Населённый пункт                      | Тип населённого пункта                  | Население |
| - | ------------------------------------- | --------------------------------------- | --------- |
| 1 | Акнеево                               | село                                    | ↘12       |
| 2 | Гулюшево                              | село                                    | 190       |
| 3 | Кирзять                               | село                                    | 370       |
| 4 | Полянки                               | село                                    | 175       |
| 5 | Студенец                              | село                                    | 168       |
| 6 | Сурское                               | рабочий посёлок, административный центр | ↘5805     |
| 7 | Центральная усадьба совхоза «Сурский» | посёлок                                 | 674       |
| 8 | Черненово                             | село                                    | 348       |

## Местное самоуправление
Главой поселения является Родионова Тамара Петровна.